# Promise (Album)
Promise ist das zweite Studioalbum der nigerianisch-britischen Sängerin Sade. Es wurde im November 1985 veröffentlicht.
Nach schleppendem Beginn wurde das Album in vielen europäischen Ländern und in den USA zu einem großen Erfolg. Nachdem Sades Debütalbum Diamond Life bereits Platz zwei der britischen Albumcharts erreicht hatte, belegte Promise – auch dank ihres Auftritts bei Live Aid – in Großbritannien, der Schweiz und den USA Platz eins der Hitparade.
Als Singles wurden The Sweetest Taboo, Is It a Crime sowie Never as Good as the First Time ausgekoppelt.

## Titelliste
1. Is It a Crime – 6:20
2. The Sweetest Taboo – 4:36
3. War of the Hearts – 6:47
4. You’re Not the Man – 5:09
5. Jezebel – 5:27
6. Mr. Wrong – 2:49
7. Punch Drunk – 5:21
8. Never as Good as the First Time – 4:59
9. Fear – 4:09
10. Tar Baby – 3:57
11. Maureen – 4:20

## Kommerzieller Erfolg

### Chartplatzierungen
| ChartsChartplatzierungen       | Höchstplatzierung | Wochen |
| ------------------------------ | ----------------- | ------ |
| Deutschland (GfK)              | 2 (42 Wo.)        | 42     |
| Österreich (Ö3)                | 6 (24 Wo.)        | 24     |
| Schweiz (IFPI)                 | 1 (21 Wo.)        | 21     |
| Vereinigte Staaten (Billboard) | 1 (46 Wo.)        | 46     |
| Vereinigtes Königreich (OCC)   | 1 (99 Wo.)        | 99     |

| ChartsJahrescharts (1986) | Platzierung |
| ------------------------- | ----------- |
| Deutschland (GfK)         | 10          |
| Österreich (Ö3)           | 20          |
| Schweiz (IFPI)            | 13          |

### Auszeichnungen für Musikverkäufe
| Land/Region                  | Auszeichnungen für Musikverkäufe (Land/Region, Auszeichnung, Verkäufe) | Verkäufe  |
| ---------------------------- | ---------------------------------------------------------------------- | --------- |
| Australien (ARIA)            | Platin                                                                 | 70.000    |
| Belgien (BRMA)               | Platin                                                                 | 75.000    |
| Deutschland (BVMI)           | Platin                                                                 | 500.000   |
| Finnland (IFPI)              | Platin                                                                 | 58.935    |
| Frankreich (SNEP)            | 2× Platin                                                              | 600.000   |
| Kanada (MC)                  | 2× Platin                                                              | 200.000   |
| Neuseeland (RMNZ)            | 2× Platin                                                              | 40.000    |
| Vereinigte Staaten (RIAA)    | 4× Platin                                                              | 4.000.000 |
| Vereinigtes Königreich (BPI) | 2× Platin                                                              | 600.000   |
| Insgesamt                    | 16× Platin ·                                                           | 6.343.935 |

Hauptartikel: Sade Adu/Auszeichnungen für Musikverkäufe